# Estado de Yobe
El estado de Yobe es uno de los treinta y seis estados pertenecientes a la República Federal de Nigeria. Tiene una superficie de 44.880 km², que en términos de extensión es similar a la de Dinamarca. 

## Localidades con población en marzo de 2016
- Bade 198,400
- Bursari 155,700
- Damaturu 124,500
- Fika 194,000
- Fune 428,500
- Geidam 221,000
- Gujba 184,200
- Gulani 146,900
- Jakusko 329,900
- Karasuwa 149,700
- Machina 86,600
- Nangere 124,200
- Nguru 213,900
- Potiskum 290,700
- Tarmua 110,200
- Yunusari 178,700
- Yusufari 157,100

## Límites
Limita al norte con la República de Níger, al este con el estado de Borno, al sur con el estado de Gombe y al oeste con los estados de Jigawa y Bauchi.

## Localidades
Este estado se subdivide internamente en un total de diecisiete localidades a saber:
| - Borbari - Damaturu - Fika - Fune - Giedam - Gogharam - Guiba - Gularu - Jakusko |  | - Karaguwa - Machina - Nangere - Nguru - Potiskum - Tarmuwa - Yuriubari - Yusufari |

## Población
La población se eleva a la cifra de 2.609.566 personas (datos del censo del año 2007). La densidad poblacional es de 57,3 habitantes por cada kilómetro cuadrado de esta división administrativa.